# 桃花扇

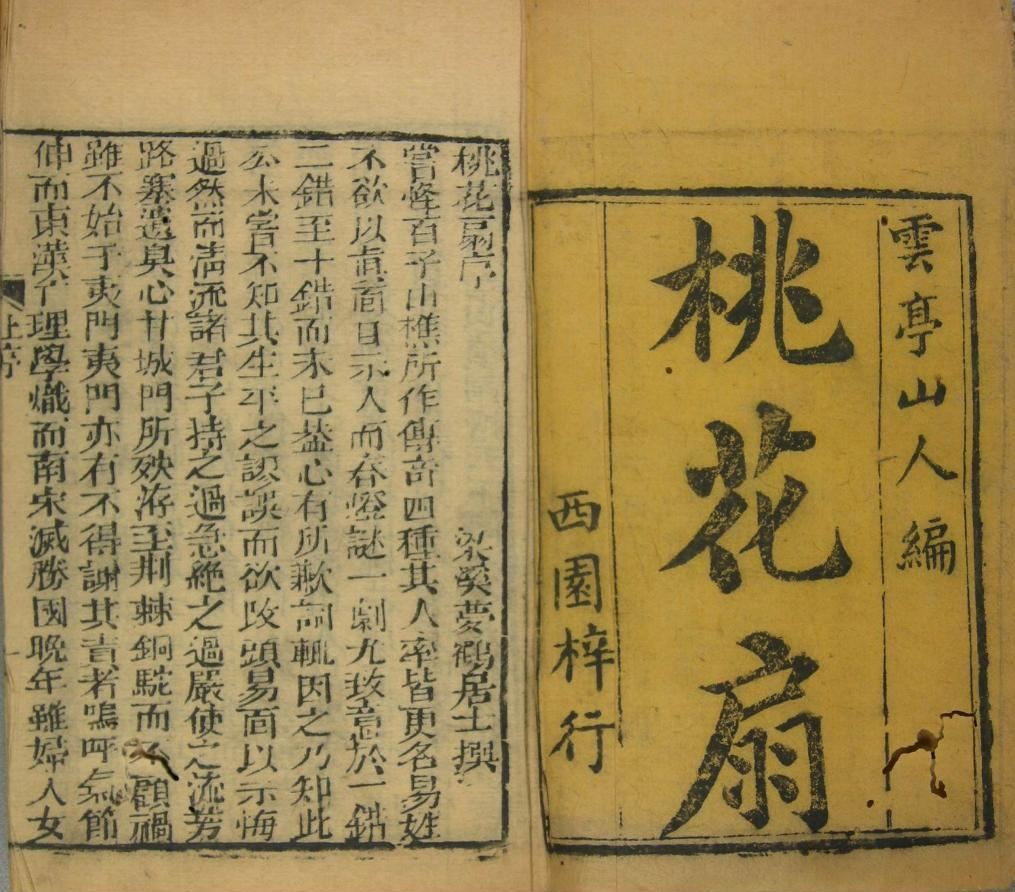

『桃花扇』（とうかせん）は、清の孔尚任（こうしょうじん）による戯曲。明王朝の滅亡を背景に、復社の侯方域と南京の妓女李香君の恋愛を描く。全44齣から構成され、康熙己卯（1699年）に完成した。『長生殿』と並ぶ清朝の伝奇の代表作である。

## 概要
作者の孔尚任は曲阜に生まれ、孔子の64代目の末裔という。1684年に国子監博士に任命された。
『桃花扇』の「本末」に述べるところによれば、孔尚任の族兄である孔方訓は明末の南京に住んでいた。母方の叔父である秦光儀もまた孔方訓のもとにあり、後に故郷に帰ってから見聞を孔尚任に話したのを元にして、まだ仕官する前に書きはじめたが、十数年かけて1699年にようやく完成したという。
1643年春から1645年秋の南京を舞台としている。中心となる李香君の話の骨格は、侯方域自身による「李姫伝」という作品によっている。
従来の戯曲で散文の台詞を俳優が勝手に増していたのを孔尚任は非難し、一字も増やさないように台詞を詳細に記した。
上下2巻に分かれ、各20齣から構成されるが、上巻の冒頭と末尾に試1齣と閏20齣、下巻の冒頭と末尾にも加21齣と続40齣が加えられているため、合計すると44齣になる。

## 主な登場人物
- 侯朝宗（侯方域）- 男主人公。文章に優れ、復社に参加している。
- 陳定生（陳貞慧）- 復社参加者。
- 呉次尾（呉応箕）- 復社参加者。かつて「留都防乱」の檄文[3]を作って阮大鋮を糾弾した。
- 李香君 - 女主人公。旧院（南京の花街）の媚香楼の妓女、16歳。
- 李貞麗 - 媚香楼の妓女、李香君を養女とする。
- 柳敬亭 - 説唱家。
- 蘇崑生 - 李香君の音楽の師。侯朝宗と同郷。
- 阮大鋮 - 政治家、劇作家。復社と仇敵関係にある。
- 馬士英 - 阮大鋮の仲間。
- 楊龍友（楊文驄） - 馬士英の妹の夫。
- 弘光帝 - 崇禎帝の自殺後、馬士英らにより皇帝に擁立された。
- 左良玉 - 軍人。侯朝宗の父に抜擢された。
- 史可法 - 政治家。侯朝宗の父の門人。
- 高傑 - 江北四鎮の将のひとり。
- 黄得功 - 江北四鎮の将のひとり。
- 張道士（張薇）- 棲霞山の道士。

## あらすじ

### 1643年
春、河南の侯朝宗は南京に流寓していたが、復社の友人の陳定生・呉次尾とともに評判の説唱家である柳敬亭の講談を聞きに行く。柳敬亭はかつて阮大鋮のもとにいたが、呉次尾が阮の罪を明らかにすると、阮大鋮から離れたのだった。
阮大鋮は孔子廟での祭祀に出席するが、呉次尾らに追い払われる。その後、復社の人々が阮大鋮の劇『燕子箋』を大いに楽しんだことを聞くが、その場で阮大鋮が魏忠賢の一味になったことを罵ったと聞いて怒る。
阮大鋮の義兄弟である楊龍友は妓女の李貞麗と懇意であり、侯朝宗に貞麗の養女の李香君との縁談を持ちかける。清明節の宴で侯朝宗と李香君は会う。披露宴で侯朝宗は扇に詩を書いて香君に贈る。楊龍友はふたりの仲人をつとめた後、阮大鋮と呉次尾・陳定生の対立を侯朝宗に取りもってもらおうとするが、香君はその話を聞いて激しく阮大鋮を罵倒して阮からの結婚祝いを返す。これ以降、阮大鋮は侯朝宗を恨むようになる。
夏5月夜、呉次尾・陳定生らは船遊びをし、侯朝宗と香君、柳敬亭と蘇崑生らも合流する。阮大鋮も船遊びをするが、呉次尾らの船に「復社」の字があるのを見てこそこそと逃げだす。
左良玉は侯朝宗の父である侯恂に抜擢されて武昌で李自成の軍と戦っていたが、軍粮不足のため移動しようとする。南京では左良玉が反乱を起こしたという噂がたち、侯朝宗は楊龍友にたのまれて父からの手紙を偽作する。柳敬亭は左良玉に手紙を届け、その弁舌の力で左良玉を説得する。ところが阮大鋮はこの事件を利用し、侯朝宗が左良玉に内通しているという罪をでっちあげようとしたため、侯朝宗は史可法のもとに逃れる。

### 1644年
3月、反乱軍が北京にはいり、崇禎帝が自殺した。馬士英は福王を皇帝に立てようとする。侯朝宗はそれが不可であることを史可法に告げるが、結局福王が南京に迎えられて即位し（弘光帝）、馬士英とその仲間は高官に取りたてられる。史可法は江北督師として揚州に赴任するが、江北四鎮のひとり高傑の横暴に他の三将が反発する。侯朝宗の発案で高傑は河南に出兵することになるが、そこでも黄河を守る総兵の許定国を罵倒したあげく、暗殺される。侯朝宗を含む高傑の兵はちりぢりになる。
楊龍友は香君を親族の田仰の妾にしようとするが、香君は侯朝宗に操を立てて拒絶する。今や内閣首輔となった馬士英と光禄寺卿となった阮大鋮は、楊龍友に香君を妓楼から引き出させようとするが、香君は侯朝宗から贈られた扇を証拠の品として見せる。それでも無理に連れだそうとする楊龍友に対し、香君は扇を振りまわして暴れた上、頭を打って血まみれになって気絶する。結局、義母の貞麗が香君に化けて身代りとなる。
楊龍友は香君の扇についた血を花に見たて、枝葉を加えて桃花扇とする。蘇崑生が河南の侯朝宗に会いに行くことになり、香君は桃花扇を蘇崑生に託す。

### 1645年
正月、帝は阮大鋮の劇『燕子箋』を宮中で演じさせる。香君は貞麗の身代りとして宮中に入れられる。
貞麗は田仰の正妻の嫉妬がひどいために暇を出されて一兵士の妻になっていたところ、偶然蘇崑生に逢う。侯朝宗もふたりに合流し、蘇崑生から渡された桃花扇を見て喜びまた悲しむ。南京に戻った侯朝宗は香君のもとを訪れるが、妓楼はもぬけの空で、画家の藍瑛が住居として使っていた。侯朝宗は香君が宮中に入れられたと聞いて驚く。
阮大鋮は高官の位について以来、仇敵の東林党・復社の人員をとらえることに熱心であった。侯朝宗もまた陳定生・呉次尾と一緒にいたところを捕えられる。裁判官の張薇は彼らを無罪と考えるが、馬士英・阮大鋮の横槍でやむなく獄につないだ後、悪人の手助けをすることに嫌気がさして出家する。蘇崑生が左良玉に助けを求め、左良玉は奸臣馬・阮を除くことを名目として兵を起こすが、黄得功の守りを破ることができないでいるうち、子の左夢庚に裏切られて憤死する。
北兵（清軍）が長江に迫ると、帝は我先に逃げだす。馬・阮は逃げようとして人々に襲われたところを楊龍友に救われる。香君も宮中から解放されるが侯朝宗の行方は知れない。帝は黄得功を頼って落ちのびるが、黄得功の配下の田雄が裏切る。一方、孤立無援の史可法は南京に撤退するが、すでに皇帝が逃げたと知って長江に身を投げて死ぬ。
棲霞山にある白雲庵で、中元（7月15日）に崇禎帝と周皇后のための法要が行われる。庵主はかつて侯朝宗らを裁いた張薇であった。侯朝宗と李香君は法要で再会して喜ぶが、張薇は桃花扇を裂き、情愛の世界から離れるように一喝する。ふたりはともに出家した。

## テクスト
康熙戊子（1708年）の介安堂刊本が原刻本だが現存するものは少ない。ほかに西園刻本や乾隆以降の重刻本、中華民国時代の暖紅室刻本などがある。

## 影響
孔尚任の友人の顧天石は『桃花扇』を大団円で終わるように直した『南桃花扇』を作ったという。
江戸時代に読本・浄瑠璃などで流行した『朝顔日記』は『桃花扇』から多くの発想を得ているのではないかという。

## 日本語訳
- 孔尚任 著、塩谷温 訳「桃花扇」『国訳漢文大成 文学部』 第11巻、国民文庫刊行会、1922年。
- 孔尚任 著、山口剛 訳「桃花扇伝奇」『近代劇大系』 第16巻、近代劇大系刊行会、1924年。
- 孔尚任 著、山口剛 訳『桃花扇伝奇』春陽堂、1926年。
- 孔尚任 著、今東光 訳「桃花扇」『支那文学大観』 第5・6巻、支那文学大観刊行会、1926年。
- 孔尚任 著、岩城秀夫 訳「桃花扇」『中国古典文学全集』 第33巻 戯曲集、平凡社、1959年。
- 孔尚任 著、岩城秀夫 訳「桃花扇」『中国古典文学大系』 第53巻 戯曲集下、平凡社、1971年。